# ニック・ウォルトメイド
- ニック・ウォルトメイド
- ニック・ヴォルテマーデ

ニック・ウォルトメイド（Nick Woltemade, 2002年2月14日 - ）は、ドイツ・ブレーメン出身のサッカー選手。ブンデスリーガ・VfBシュトゥットガルト所属。ポジションはフォワード（SS,CF）、ミッドフィールダー（OM）。
姓はウォルトメイドと表記されることが多いが、ブンデスリーガ日本語公式などではドイツ語の発音により忠実なものとしてヴォルテマーデと表記される。
父のトム・ウォルトメイドも元サッカー選手である。

## クラブ経歴

### ブレーメン
2010年、TSヴォルトマースハウゼンからヴェルダー・ブレーメンのユースチームに入団。2018-2019シーズンには、ブンデスリーガ U-17のヴェルダー・ブレーメンU-17チームで24試合に出場し、18ゴール8アシストを記録した。
U-19チームで8試合7ゴールを記録し、2020年1月11日にブンデスリーガ・バイエル・レバークーゼン戦で初めてトップチームに招集された。
2020年2月1日、リーグ戦で1-2で敗れたFCアウグスブルク戦でプロデビューを果たし、17歳11ヶ月16日でヴェルダー・ブレーメン史上最年少のブンデスリーガ選手となった。

### エルフェアスベルク
2022年9月、3.リーガに昇格したSVエルフェアスベルクに加入し、1年間のレンタル移籍。

### シュトゥットガルト
2024-25シーズン、ブンデスリーガ・VfBシュトゥットガルトに移籍し、クラブと4年契約を結んだ。
2024年には、京都サンガ、サンフレッチェ広島との親善試合の為、来日し、広島戦では1ゴールを決めた。
翌年、シュツットガルトはDFBポカール決勝に進出した。決勝では自身もゴールを決め、優勝に貢献した。

## 個人成績

### クラブ
2025年5月17日現在
| クラブ                      | シーズン     | リーグ戦                 | リーグ戦 | リーグ戦 | DFBポカール | DFBポカール | その他 | その他 | 合計 | 合計 |
| クラブ                      | シーズン     | ディビジョン             | 出場     | 得点     | 出場        | 得点        | 出場   | 得点   | 出場 | 得点 |
| --------------------------- | ------------ | ------------------------ | -------- | -------- | ----------- | ----------- | ------ | ------ | ---- | ---- |
| ヴェルダー・ブレーメン      | 2019-20      | ブンデスリーガ           | 5        | 0        | 1           | 0           | -      | -      | 6    | 0    |
| ヴェルダー・ブレーメン      | 2020-21      | ブンデスリーガ           | 6        | 0        | 2           | 0           | -      | -      | 8    | 0    |
| ヴェルダー・ブレーメン      | 2021-22      | 2. ブンデスリーガ        | 7        | 0        | 0           | 0           | -      | -      | 7    | 0    |
| ヴェルダー・ブレーメン      | 2023-24      | ブンデスリーガ           | 30       | 2        | 0           | 0           | -      | -      | 30   | 2    |
| ヴェルダー・ブレーメン      | 通算         | 通算                     | 48       | 2        | 3           | 0           | -      | -      | 51   | 2    |
| ヴェルダー・ブレーメンII    | 2021-22      | レギオナルリーガ・ノルト | 1        | 0        | -           | -           | -      | -      | 1    | 0    |
| ヴェルダー・ブレーメンII    | 2022-23      | レギオナルリーガ・ノルト | 2        | 0        | -           | -           | -      | -      | 2    | 0    |
| ヴェルダー・ブレーメンII    | 通算         | 通算                     | 3        | 0        | -           | -           | -      | -      | 3    | 0    |
| SVエルフェアスベルク (loan) | 2022-23      | 3.リーガ                 | 31       | 10       | 4           | 7           | -      | -      | 35   | 17   |
| VfBシュトゥットガルト       | 2024-25      | ブンデスリーガ           | 28       | 12       | 4           | 4           | 0      | 0      | 32   | 16   |
| キャリア通算                | キャリア通算 | キャリア通算             | 110      | 24       | 11          | 11          | 0      | 0      | 121  | 35   |